# Dougmo
Dougmo  est une localité du Cameroun située dans la commune de Makary, le département du Logone-et-Chari et la Région de l'Extrême-Nord, au sud du lac Tchad.  

## Population
Lors du recensement de 2005, la localité ne figure pas dans les résultats.
En 2013, le plan communal de développement (PCD) de Makary évalue le nombre d'habitants à 2 857.